# Carleton Rode
Carleton Rode är en civil parish i Storbritannien.   Den ligger i grevskapet Norfolk och riksdelen England, i den sydöstra delen av landet, 140 km nordost om huvudstaden London. Antalet invånare är 727. Arean är 10,9 kvadratkilometer.
Terrängen i Carleton Rode är mycket platt.